# Онан (посёлок)
О́нан (яп. 邑南町 О:нан-тё:) — посёлок в Японии, находящийся в уезде Оти префектуры Симане. Площадь посёлка составляет 419,22 км², население — 11 241 человек (1 августа 2014), плотность населения — 26,81 чел./км².

## Географическое положение
Посёлок расположен на острове Хонсю в префектуре Симане региона Тюгоку. С ним граничат города Хамада, Гоцу, Миёси, Акитаката и посёлки Кавамото, Мисато, Китахиросима.

## Население
Население посёлка составляет 11 241 человек (1 августа 2014), а плотность — 26,81 чел./км². Изменение численности населения с 1980 по 2005 годы:
| 1980 | 15 734 чел. |  |
| 1985 | 15 795 чел. |  |
| 1990 | 15 117 чел. |  |
| 1995 | 14 456 чел. |  |
| 2000 | 13 866 чел. |  |
| 2005 | 12 944 чел. |  |

## Символика
Деревом посёлка считается сосна густоцветная, цветком — цветок сакуры.